# Ватонийски мост
Ватонийският мост (на гръцки: Γεφύρι Βατονίας) е каменен мост в Егейска Македония, Гърция.
Мостът е разположен над пролома на река Ватония в планината Холомонда на 7,3 km от Вавдос (с труден маршрут) и на 5,8 km от Полигирос и 4,6 km от Симандра. Представлява стар каменен мост с една арка и място само за един пешеходец. Срещу моста е параклисът „Свети Дух“.